# Acaricoris floridus
Acaricoris floridus är en insektsart som beskrevs av Drake 1957. Acaricoris floridus ingår i släktet Acaricoris och familjen barkskinnbaggar. Inga underarter finns listade i Catalogue of Life.